# 津曲忠美
津曲 忠美（つまがり ただみ、1949年1月12日 - ）は、日本の元騎手。
弟の幸夫と浩二も元騎手で、柴田政見・政人・利秋に次ぐ中央競馬史上2組目の三兄弟ジョッキーであった。

## 来歴
1970年3月1日に東京第7競走4歳200万下・ナガラオーカン（12頭中10着）で初騎乗を果たし、同22日の中山第8競走5歳以上600万下・ナガラオーで初勝利を挙げるが、1年目の同年はこの1勝に終わる。
2年目の1971年に挙げた8勝が自己最多となるが、同年は8勝中4勝は秋の福島で挙げ、11月20日には初の特別勝ち、翌21日の自身初の2日連続勝利をマーク。
3年目の1972年5月6日の東京第4競走4歳未勝利ではフジプレスに騎乗して7着に終わったが、勝ったシンザクラの鞍上は史上初の三兄弟ジョッキーとなる柴田三兄弟の末弟・利秋であった。
1973年には5勝をマークしたが、7月7日の中山第4競走4歳以上勝入300万円以下・ソウテツで障害初勝利を挙げ、夏の福島では2勝するなど障害で3勝した。同年暮れの中山大障害（秋）では西塚十勝厩舎のユーザーフォンテンにで重賞初騎乗を果たすが、惨敗した人気馬トキに大差を付けての9着に終わった。
1976年には弟の幸夫・浩二がデビューし、史上2組目の三兄弟ジョッキーとなった。
1977年7月16日の新潟第11競走4歳以上300万下・チャンピオンボーイで自身唯一の新潟戦勝利を挙げ、同馬では10月16日の福島第9競走4歳以上600万下を8頭中6番人気、10月30日同30日の第10競走河北新報杯を9頭中8番人気で制し連勝。
1980年7月19日の小倉第2競走4歳以上400万下・ロンシャンロードで5年ぶりの障害勝利と自身唯一の小倉戦勝利、1983年には夏の北海道シリーズで3勝をマーク。
1984年9月2日の函館第3競走3歳新馬でエルプスに騎乗するが、ゲートの出が悪く、不良馬場で動けず10着と惨敗し、2戦目で東信二に交代している。同15日の函館第1競走3歳未勝利ではトナミープリンスで同年の初勝利を挙げ、エルプスが逃げ切った函館3歳ステークスでは同馬で3927日ぶりの重賞騎乗を果たし、9着に終わった。
1984年11月17日の福島第7競走4歳未勝利・ブルーヒリュウが最後の勝利となり、1985年9月28日の中山第1競走3歳新馬・アイゲンミッテル（7頭中7着）を最後に現役を引退。

## 騎手成績
| 通算成績 | 1着 | 2着 | 3着 | 4着以下 | 騎乗回数 | 勝率 | 連対率 |
| -------- | --- | --- | --- | ------- | -------- | ---- | ------ |
| 計       | 45  | 51  | 63  | 784     | 943      | .047 | .109   |